# Nowe Warele

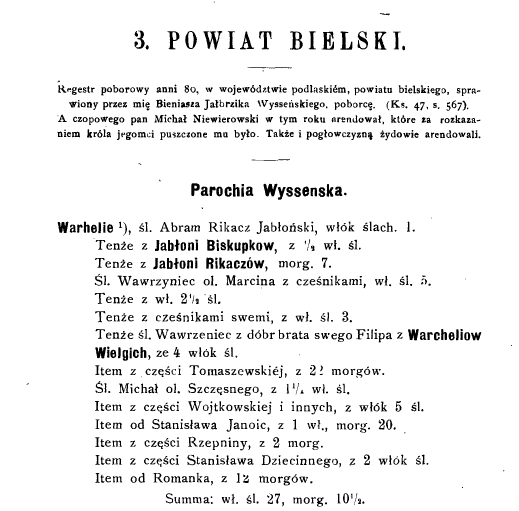
Mieszkańcy Warel Nowych około roku 1528

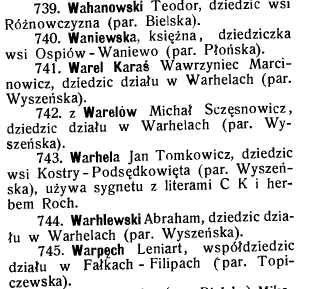
Niektórzy mieszkańcy Warel Nowych w roku 1581

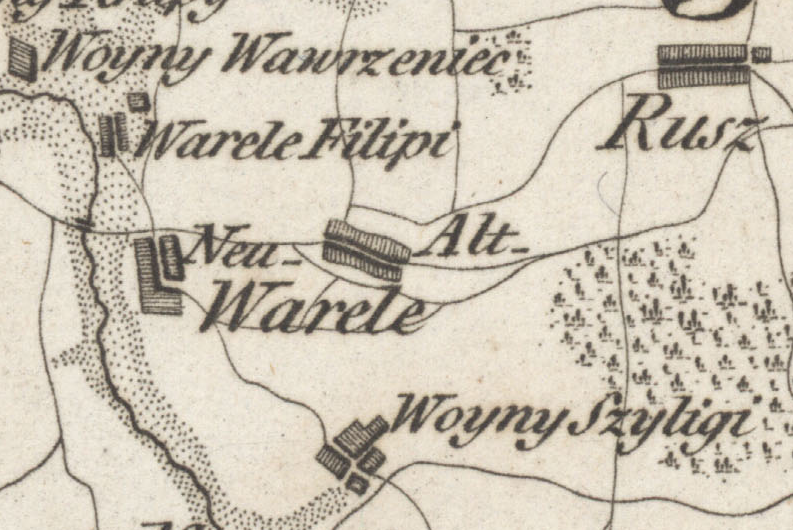
Warele Nowe na topograficzno-wojskowej mapie dawnych Prus Nowowschodnich z 1808 roku

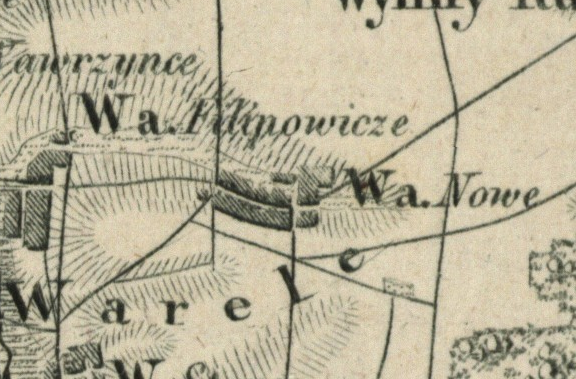
Warele Nowe na mapie topograficznej Królestwa Polskiego z 1843 roku

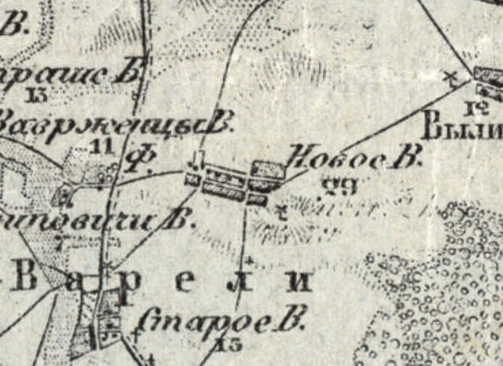
Warele Nowe na rosyjskiej wojskowej mapie topograficznej w 1904 roku

Nowe Warele – wieś w Polsce położona w województwie podlaskim, w powiecie wysokomazowieckim, w gminie Szepietowo.
W latach 1975–1998 miejscowość administracyjnie należała do województwa łomżyńskiego.
Wierni kościoła rzymskokatolickiego należą do parafii Narodzenia NMP w Wyszonkach Kościelnych.

## Części wsi

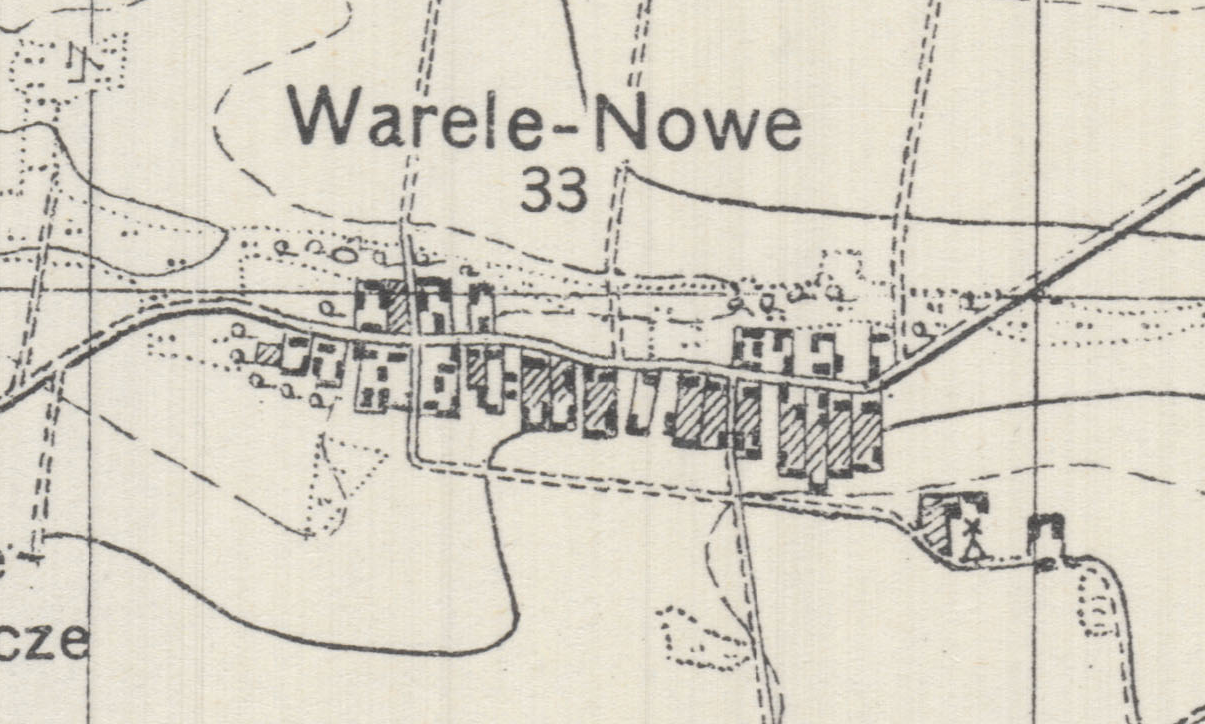
Warele Nowe na mapie Wojskowego Instytutu Geograficznego z 1935 roku

| SIMC    | Nazwa     | Rodzaj     |
| ------- | --------- | ---------- |
| 1003957 | Chorążyce | przysiółek |

## Historia
Pierwsze ślady sięgają XVI wieku. Jednym źródłem był "Regestr poborowy anni 80, w województwie podlaskiem, powiatu bielskiego, sprawiony przez mię Bieniasza Jałbrzika Wysseńskiego". Widniała tam zbiorcza nazwa Warhelie wraz z wymiarem ziem posiadanych przez znamienitszych mieszkańców. 
W Wypisach heraldycznych z ksiąg poborowych z 1581 roku wypisane są nazwiska niektórych mieszkańców Warel: Wawrzyniec Marcinowicz, Filip Marcinowicz, Michał Sczęsnowicz, Abraham Warhlewski.
Po zakończeniu wojen napoleońskich Warele weszły w skład Królestwa Polskiego. 
W 1827 Warele Nowe należały do województwa augustowskiego, obwodu łomżyńskiego, powiatu tykocińskiego i parafii Wyszonki. W miejscowości znajdowało się wówczas 27 domów z 124 mieszkańcami. Przez cały XIX wiek wieś miała charakter drobnoszlachecki i folwarczyny.
W czasie powstania styczniowego majątek Warele należał do Karola Kalisza. Był on uważany przez władze carskie za ważną postać w strukturach powstańczych powiatu łomżyńskiego. Miał on być urzędnikiem Rządu Narodowego oraz przyjmować delegacje innych osobistości w swoim majątku. Natomiast jego żona miała przewozić pocztę powstańczą do Warszawy. Został nawet uznany przez władze carskie za głównego winowajcę powstania w powiecie. Pojawiły się nawet plotki (najprawdopodobniej fałszywe) jakoby miał pełnić funkcję cywilnego naczelnika powiatu na jesieni 1863 roku.
15 lutego 1863 roku nieopodal folwarku Warele rozegrała się potyczka pomiędzy oddziałem powstańczym Władysława Romana Cichorskiego ps. Zameczek a oddziałami carskimi.
Po upadku powstania Warele weszły w skład nowo utworzonego powiatu mazowieckiego oraz gminy Klukowo. 
Przed I wojną światową we wsi działał wiatrak. Został on rozebrany w drugiej połowie lat 70 bądź na początku lat 80.
W czasie I wojny światowej Warele weszły w skład niemieckiej strefy okupacyjnej. 
W 1921 r. Warele Nowe w Gminie Klukowo. Naliczono tu 35 budynków z przeznaczeniem mieszkalnym oraz 191 mieszkańców (104 mężczyzn i 87 kobiet). Narodowość polską ( i wyznanie rzymsko-katolickie) podało 186 osób, a białoruską ( i prawosławie) 5.

## Obiektyzabytkowe
- dom drewniany z początku XX w.
- dom drewniany z roku 1920
- dom drewniany z lat 30. XX w.[18]

## Demografia
Wykres liczby ludności wsi od roku 1827:
Źródła: 

## Współcześnie
Wieś typowo rolnicza. Produkcja roślinna podporządkowana przede wszystkim hodowli krów i produkcji mleka.
W 2011 roku wieś liczyła 133 mieszkańców z czego 63 stanowiły kobiety a 70 mężczyźni. Od 1998 do 2011 roku wieś zmalała o 11.9%.